# Alejandro Díaz Quezada
Alejandro Díaz Quezada (nacido el 9 de julio de 1975 en San Pedro de Macorís) es un ex beisbolista dominicano. Fue el primer beisbolista en ser transferido desde la Liga Japonesa de Béisbol Profesional a las Grandes Ligas de Béisbol a través del posting system.
Díaz jugó para Hiroshima Toyo Carp en 1998. Antes de la temporada de 1999, Díaz fue transferido por Hiroshima a los Rojos de Cincinnati. Firmó un contrato de ligas menores con Cincinnati. Díaz jugó en el sistema de ligas menores de los Rojos hasta el 2003, sin llegar a las Grandes Ligas.